# Trumpet Voluntary
Trumpet Voluntary ist der Titel mehrerer englischer Stücke für Tasteninstrumente (Orgel oder Cembalo), die in der Barockzeit komponiert wurden.
Sie sind in erster Linie für die Orgel bestimmt und verwenden die Trompetenregister, daher der Name. Bei diesen Voluntaries werden auch das Kornett oder sogar die Flöte als Register solistisch eingesetzt. Das Präludium wird mit Prinzipalen oder dem Organum Plenum registriert.
Die Funktion ist mehr oder weniger dieselbe wie die eines Präludiums: Die Form ist frei, ohne obligatorische Merkmale und trägt improvisatorische Züge. Es besteht oft aus einer langsamen, ernsten Einleitung, gefolgt von einem schnelleren, hellen, improvisatorischen Teil im Stil einer Fanfare, die in der rechten Hand gespielt wird, während die linke Hand den begleitenden Bass in Akkorden liefert. Häufig tritt an die Stelle des brillanten Solos eine freie Fuge.
Mehrere Orgelkomponisten des 17. und 18. Jahrhunderts haben sie komponiert; das bekannteste Stück stammt von Jeremiah Clarke, ein Rondeau mit dem Titel Prince of Denmark's March. Dieses, das den Glanz des Grand Siècle beschwört, wurde lange Zeit fälschlicherweise Henry Purcell zugeschrieben.

## Komponisten
Englische Komponisten, die Trumpet Voluntaries komponiert haben:
- John Blow
- William Boyce
- Jeremiah Clarke
- Maurice Greene
- Henry Purcell
- John Stanley